# ماکوتو یوشیموری
ماکوتو یوشیموری (انگلیسی: Makoto Yoshimori؛ زادهٔ ۱۹۶۹) آهنگساز، تنظیم، نوازنده پیانو اهل ژاپن است. وی از سال ۱۹۸۶ میلادی تاکنون مشغول فعالیت بوده‌است.